# Barna Jónás
Barna Jónás, születési és 1883-ig használt nevén Braun Jónás (Kecskemét, 1851 – Tata, 1909. július 2.) polgári iskolai tanár, ifjúsági író, tankönyvszerző.

## Élete
Braun József (1827–1903) és Leitner Julianna fiaként született. Az 1869/70-es tanévben az Országos Izraelita Tanítóképző Intézetben tanítói képesítést szerzett. 1873-ban polgár-iskolai tanképesítő vizsgát tett, később pedig a Budapesti Tudományegyetemen folytatta szaktanulmányait. Az 1876-ban izraelita tanító-gyűlésen tartott beszédének benyomása alatt adták ki még abban az évben a zsidó tanítók véglegesítésére vonatkozó miniszteri rendeletet, amely a századfordulón még érvényben volt. Ilyen irányú irodalmi működése sok kellemetlenséget szerzett neki, igazgató-tanítói állásától és a zsidó iskolától megvált, hogy Budapest községi elemi iskoláiban taníthasson. 1877–1878-ban elemi tanítói, 1889-től polgár-iskolai tanári minőségben szolgálta a fővárost.
Felesége Lerner Amália volt, akit 1874. október 6-án Gyöngyösön vett nőül.

## Művei

### Folyóiratcikkek
A Népnevelők Lapjában számos tanügyi dolgozata jelent meg és ezen irányban irt a Néptanítók Lapjába is. Munkatársa volt a Izraelita Tanügyi Értesítőnek is. Pályanyertes értekezései: A földrajz módszere, A váltakozó rendszerről, A testi fenyítésről.

### Könyvek

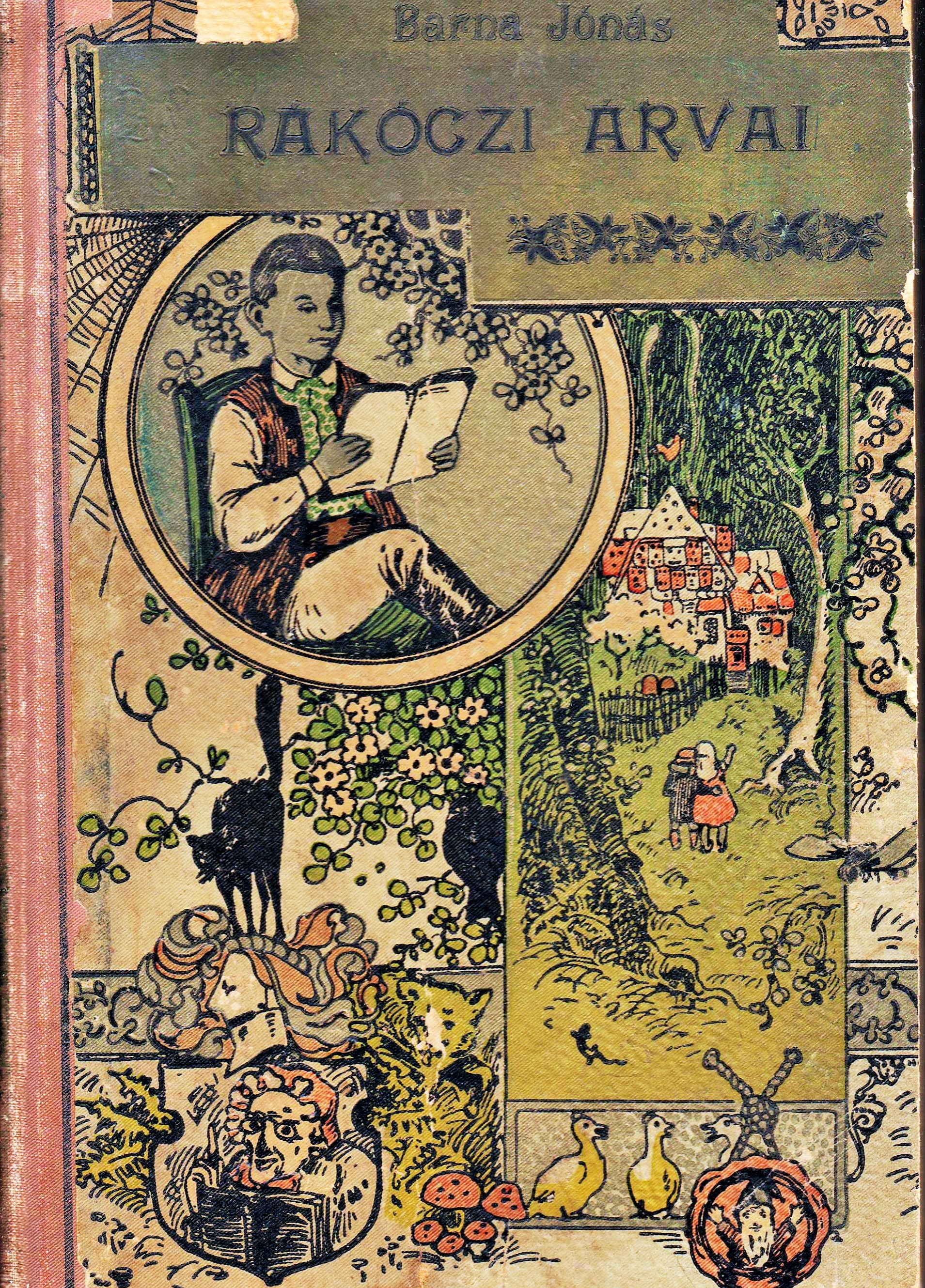
Rákóczi árvái

- Magyar olvasókönyv Budapest elemi népiskoláinak II–VI. osztálya számára. Budapest, 1880. (Hajnal Á.-val, Sretvizer Lajossal és Szőke Istvánnal együtt. 10. kiadás: 1890)
- Német nyelvgyakorló, népiskolák felsőbb osztályai számára. Budapest, 1880. (5. kiadás: 1890)
- Magyar olvasókönyv a népiskolák II–IV. osztálya számára. I–III. kötet. Budapest, 1881.  (Hajnal Á.-val, Sretvizer Lajossal és Szőke Istvánnal együtt)
- Magyarország története, alkotmányunk vázlatával, az elemi iskolák V. osztálya számára. Budapest, 1881. (6. kiadás: 1890)
- Földrajz a népiskolák használatára. I–III. kötet. Budapest, 1881.
- Ungarisches Sprachbuch I–II. kötet. Budapest, 1884–1885.
- Igriczke és Vágó Jancsi története. 1 képpel. Rajzolta Széchy Gyula. Budapest, é. n. [1885/1890 k.] (Jó Könyvek-sorozat)
- Magyar olvasókönyv, polgári fiúiskolák számára. I–II. kötet. Budapest, 1890. (Lád Károllyal)
- Rendszeres német nyelvtan és olvasókönyv a középkereskedelmi iskolák I. osztálya számára. I. rész. Budapest, 1891.
- Német nyelv- és olvasókönyv. A középiskolák alsó osztályai és a polgári fiu- és leányiskolák I. osztálya számára. Budapest, 1894.
- Német nyelv- és olvasókönyv. A középiskolák alsó osztályai és a polgári fiu- és leányiskolák II. osztálya számára. Budapest, 1895.
- A magyar-zsidó felekezet elemei és polgári iskoláinak monografiája. I–II. kötet. Budapest, 1896. (Csukássi Fülöppel)
- A szabadságharcz hősregéi. Több képpel. Budapest, 1898.
- A hazáért és szabadságért. Képek a kuruc-labanc világból. Szeged, 1904.
- Szeretve tisztelt kartársaim! Budapest, é. n. [1900/1910 k.]
- Rákóczi árvái. Budapest, é. n. [1910 k.]
- Vezérkönyv a magyar nyelvkönyvhöz. Budapest, 1906.
- Magyar olvasókönyv az izraelita elemi népiskolák 2. osztálya számára. Budapest, é. n. [1913?] (Az Országos Izraelita Tanító-Egyesület kiadványai 27.)
- Magyar olvasókönyv az izraelita elemi népiskolák 4. osztálya számára. Budapest, é. n. [1913?] (Az Országos Izraelita Tanító-Egyesület kiadványai 31.)
- Kályhafűtőből bíboros. Történetek a német és török pusztítások idejéből. Budapest, é. n. [1915]
- Rabláncon. A szabadságharc hősregéi. Budapest, é. n. [1918]

Átnézésével jelent meg Friedl József Bibliai történetek izraelita népiskolák számára című műve (Miskolc, 1899).